# Seznam fürstenberských knížat

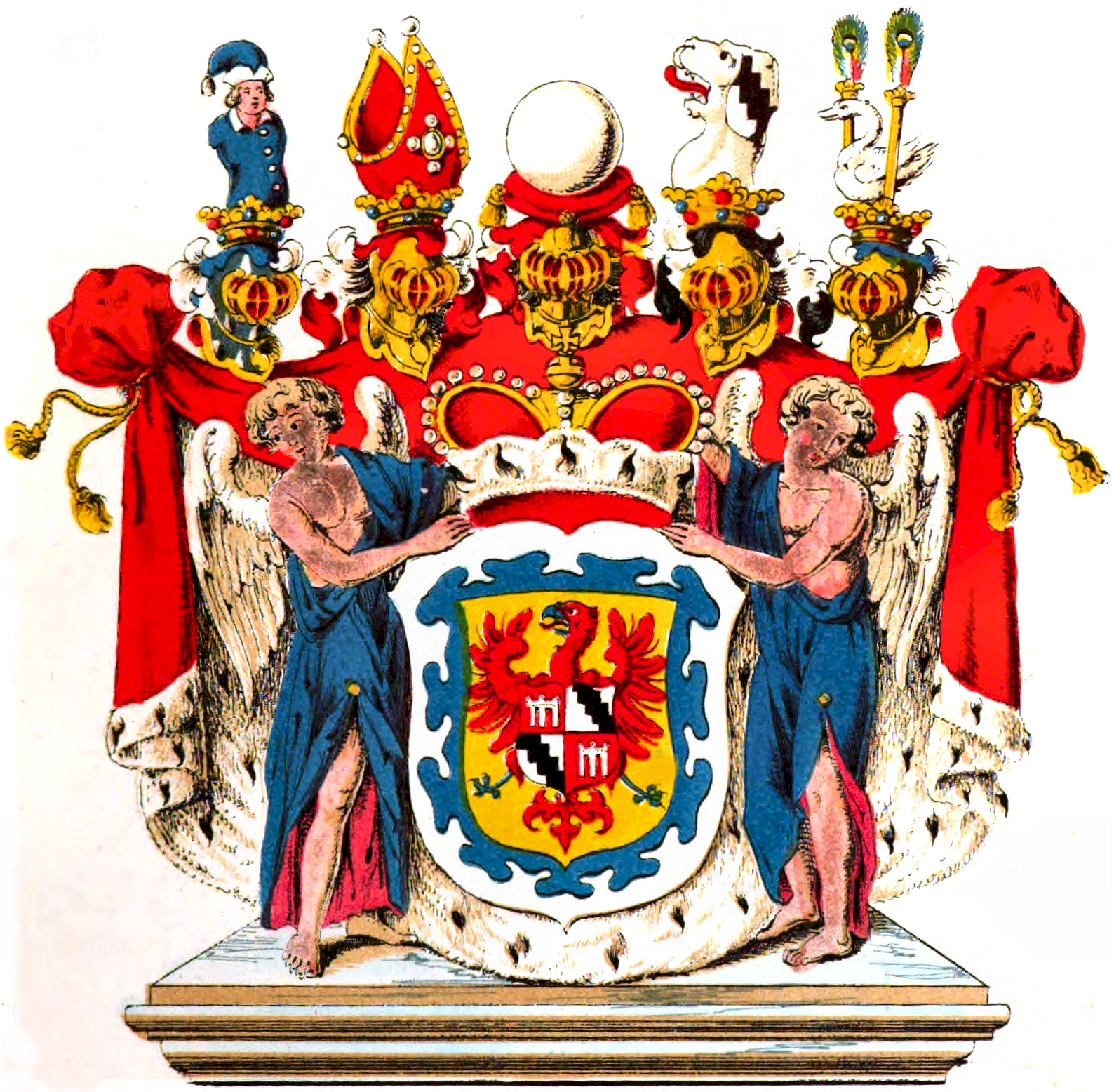
Kolorovaný znak knížat z Fürstenbergu

Toto je seznam panujících knížat ve Fürstenberském knížectví.
Fürstenberské knížectví je obecné označení oblasti ve Švábsku, v níž vládla dynastie řísských knížat rodu Fürstenbergů. Knížectví bylo bezprostřední říšské území od povýšení knížete Heřmana Egona do stavu říšského knížete (1664) až do mediatizace území v roce 1806.

## Vládnoucí knížata Fürstenberského knížectví
| Pořadí |  | Jméno (údaje o životě)                                                                                                 | Panování  | Poznámky |
| ------ |  | --- | --------- | --- |
| 1.     |  | Heřman Egon z Fürstenberg-Heiligenbergu (5. listopadu 1627 – 10. září 1674 v Mnichově)                                 | 1664–1674 | |
| 2.     |  | Antonín Egon z Fürstenberg-Heiligenbergu (23. dubna 1656 v Mnichově – 10. října 1716 v loveckém zámečku Wermsdorf)     | 1674–1716 | |
| 3.     |  | Froben Ferdinand Maria z Fürstenberg-Mößkirchu (6. srpna 1664 v Meßkirchu – 4. dubna 1741)                             | 1716–1741 | |
| 4.     |  | Karel Bedřich Mikuláš z Fürstenberg-Mößkirchu (9. srpna 1714 v Meßkirchu – 7. září 1744 v Hüfingenu)                   | 1741–1744 | |
| 5.     |  | Josef Vilém Arnošt z Fürstenberg-Stühlingenu (13. dubna 1699 v Augsburgu – 29. dubna 1762 ve Vídni)                    | 1744–1762 | V roce 1723 přestěhoval rezidenci ze Stühlingenu do Donaueschingenu. V roce 1744 sjednotil linii Stühlingen s dnes již zaniklou linií Messkirch. Zavedl jednotnou státní správu, a je proto považován za skutečného zakladatele knížectví. |
| 6.     |  | Josef Václav z Fürstenberg-Stühlingenu (21. března 1728 v Praze – 2. června 1783 v Donaueschingenu)                    | 1762–1783 | V roce 1762 založil dvorní kapli, v roce 1777 zavedl požární pojištění. Podporoval zdravotně postižené v průmyslové výrobě a domácí práci.                                                                                                 |
| 7.     |  | Josef Maria Benedikt z Fürstenberg-Stühlingenu (9. ledna 1758 v Donaueschingenu – 24. června 1796 v Donaueschingen)    | 1783–1796 | V roce 1784 založil dvorní divadlo |
| 8.     |  | Karel Jáchym František de Paula z Fürstenberg-Stühlingenu (31. března 1771 v Donaueschingenu – 17. května 1804 tamtéž) | 1796–1804 | |
| 9.     |  | Karel Egon II. z Fürstenbergu (28. října 1796 v Praze – 22. října 1854 v Ischlu)                                       | 1804–1806 | |

## Hlavy rodu po mediatizaci
- 1804–1854 Karel Egon II. (1796–1854), ∞ princezna Amálie Kristýna Bádenská
- 1854–1892 Karel Egon III. (1820–1892) ∞ princezna Alžběta Henrietta z Reusse (starší linie)
- 1892–1896 Karel Egon IV. (1852–1896) ∞ hraběnka Dorothea Talleyrand-Périgord
- 1896–1941 Maxmilián Egon II. (1863–1941) ∞ hraběnka Irma ze Schönborn-Buchheimu
- 1941–1973 Karel Egon V. (1891–1973) ∞ hraběnka Ida Nostitz-Rienecková
- 1973–2002 Jáchym (Joachim) Egon (1923–2002) ∞ hraběnka Paula Königsegg-Aulendorf; synovec předchozího
- od 2002 Jindřich (Heinrich) (* 1950) ∞ Maximiliane, princezna Windisch-Graetzová;
- Christian (* 1977) ∞ Jeannette Catherine Griesel; syn a pravděpodobný dědic
- Tassilo (* 2013), syn a pravděpodobný dědic